# Villemoisson-sur-Orge
Villemoisson-sur-Orge is een gemeente in het Franse departement Essonne (regio Île-de-France) en telt 6878 inwoners (1999). De plaats maakt deel uit van het arrondissement Palaiseau.

## Geografie
De oppervlakte van Villemoisson-sur-Orge bedraagt 2,3 km², de bevolkingsdichtheid is 2990,4 inwoners per km².
De onderstaande kaart toont de ligging van Villemoisson-sur-Orge met de belangrijkste infrastructuur en aangrenzende gemeenten.

## Demografie
Onderstaande figuur toont het verloop van het inwonertal (bron: INSEE-tellingen).